# 河崎夕子
yOU（ユウ/河崎夕子）は、日本の写真家。1971年9月18日神奈川県生まれ。青山学院大学経済学部卒。

## 来歴、人物、作風
子供の頃からマグナムのドキュメンタリー作品に触れ、写真を撮ることが好きだった。
大学卒業後テレビ局を目指すが就職が決まらず、某大手損害保険会社に就職勤務。
それでもドキュメンタリーへの道を諦めきれず、29歳で退職。
30歳からフォトグラファーの道を目指した。
現在は広告、雑誌、写真集、CDジャケットなどの撮影を始め、テレビやラジオ出演、
地域創生プロジェクトへの参画、旅に関する執筆などを手がけて幅広く活動中。
ANA機内誌「翼の王国」、「旅の手帖」、「Forbes Japan」などで撮影を担う。2024年1月発売となった真矢ミキのエッセイ本「いつも心にケセラセラ」の制作に携わった。
また2003年よりコンスタントに個展を開催している。

### 個展
- TENTO SENTO〜点と線と〜。（NINEギャラリー／東京／2020年）
- THE SHOW GIRLS(MDPギャラリー／東京／2017年)
- Fathers…（三越日本橋,ラストチャンス／東京／2015年）
- Between the Times~ときのあいだ～（ラストチャンス／東京／2014年）
- 粋る{you,me,she}（UPFIELDgallery／東京／2013年）
- SHARE of the SMILE(Cafe UMIGOYA／神奈川／2011年)
- MUSIC SEEN（イクスピアリ／千葉／2008年）
- FLOWERS（SPUMA／東京／2005年）
- SHARE（PINK COW／東京／2003年）

## 主な活動

### 地域創生プロジェクト
- 福井県 敦賀市/高浜市/美浜町/小浜市
- 石川県 志賀町
- 広島県 福山市
- 新潟県 十日町
- 三重県 松阪市
- 北海道 泊村
- 福島県 会津若松市

### 広告
- ブライダリウム ミュー
- 東急不動産
- 東急ハンズ
- 穴吹工務店
- マレーシア政府観光局
- マレーシア大使館
- 大塚製薬
- リサージ化粧品
- AIR DO

### 雑誌
- ELLE Japon（ハースト婦人画報社）
- DRESS（gift）
- ランドネ（エイ出版社）
- GREEN GORA（幻冬舎）
- Forbes JAPAN（プレジデント社）
- Discover Japan（エイ出版社）
- 暮らし上手シリーズ（エイ出版社）
- 世田谷ライフ（エイ出版社）
- 散歩の達人（交通新聞社）
- ヌーコンフィー（交通タイムス社）
- ケトル（太田出版）
- GOODS PRESS（徳間書店）
- ACT4（インプレザリオ）
- Baby Life（エイ出版社）
- 朝日新聞（連載：わたしたちの原点）
- 毎日新聞（連載：酒場のおんな）
- 木村達成ファースト写真集
- ALISA SUZUKIのスペシャルティ・ケーキとデコレーション（産業編集センター）

### TVゲスト出演番組
- 夢織人（BSジャパン）
- 宿坊NOW（千葉テレビ）
- 東京TOWNS（旅チャンネル）
- 達人道（テレビ神奈川 他）
- 生島ヒロシの定年塾（テレビ神奈川 他）
- ハッピーデザイン（BSフジ）